# Dmitry Pavlov (pilote)
Pas d'image ? Cliquez ici
Dmitry Pavlov, né le 25 janvier 1971, à Gorkovskaya est un pilote russe de rallye-raid de quad.

## Palmarès

### Résultats au Rallye Dakar
- Auto
  - 2014 : 60e copilote de Artem Varentsov
- Camion
  - 2012 : 60e (Mercedes)

### Résultats au Championnat du monde
- Champion du monde 2011 en quad

### Résultats en rallye
- Vainqueur du Rallye de Sardaigne en 2010 en quad
- Vainqueur du Rallye de Tunisie en 2011 en quad